# 5792 Unstrut
5792 Unstrut è un asteroide della fascia principale. Scoperto nel 1964, presenta un'orbita caratterizzata da un semiasse maggiore pari a 2,4131437 UA e da un'eccentricità di 0,2023975, inclinata di 6,26405° rispetto all'eclittica.